# Otročok
Otročok, do roku 1927 Otrokoč, (maďarsky Otrokocs) je obec na Slovensku v okrese Revúca. Leží v jihovýchodní části Slovenského rudohoří v údolí řeky Turiec v povodí řeky Slaná, 6 km severozápadně od Tornaľy. Území obce patří do teplé klimatické oblasti s průměrnou roční teplotou 8 – 9 °C.

## Historie
V první písemné zmínce z roku 1274 se obec (s původním slovanským názvem Atrachyk) uvádí u příležitosti, když král Ladislav IV. povýšil syny Atračíka na královské služebníky a osvobodil je od služeb na hradě Gemer. Zdrojem obživy obyvatel obce byly hlavně práce v zemědělství. Do roku 1918 bylo území obce součástí Uherska. V důsledku první vídeňské arbitráže bylo v letech 1938 až 1944 součástí Maďarska. Při sčítání lidu v roce 2011 žilo v obci 311 obyvatel, z toho 213 Maďarů a 93 Slováků; pět obyvatel neuvedlo žádné informace o své etnické příslušnosti.

## Pamětihodnosti

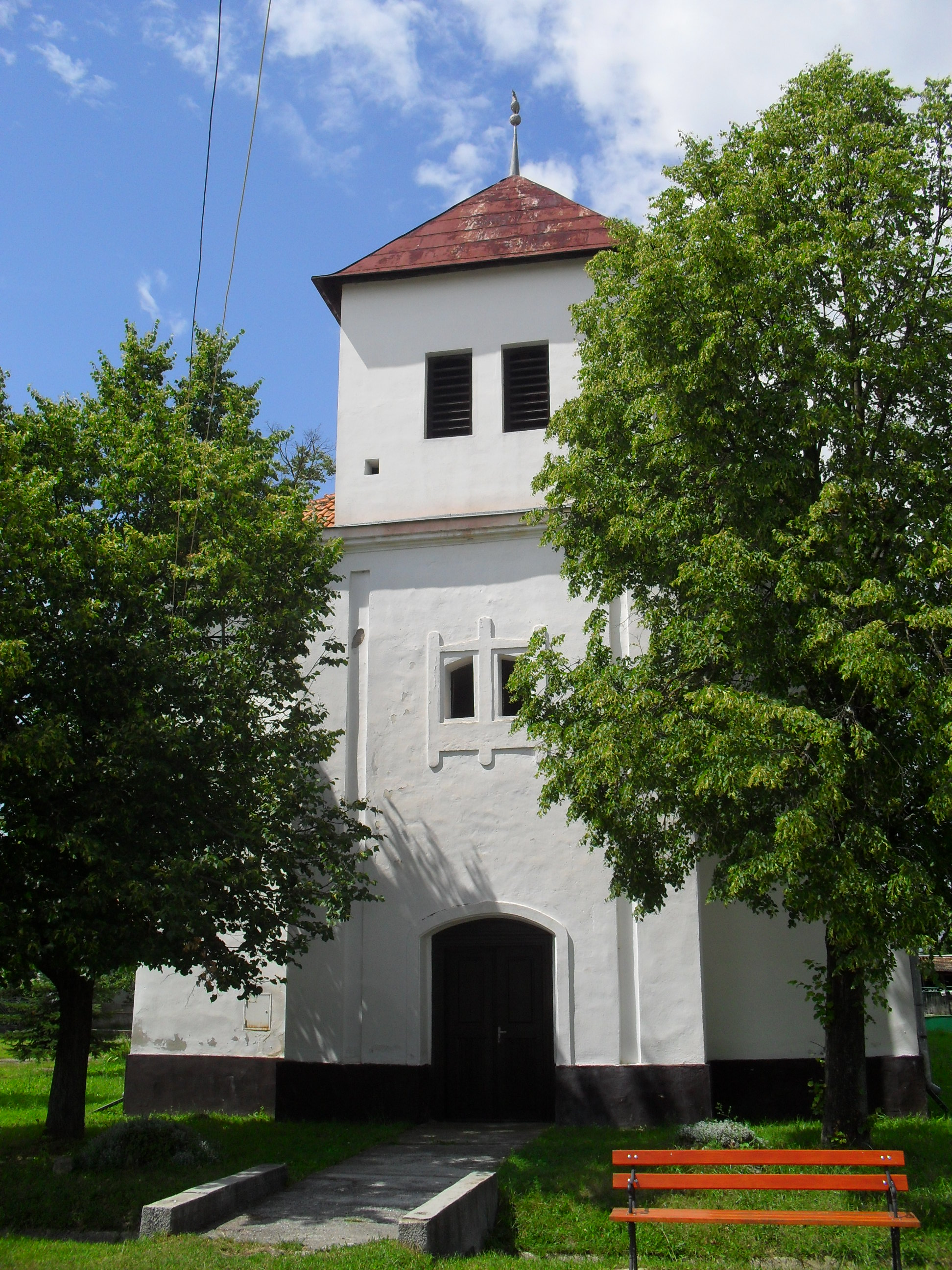
Otročok, kostel

Reformovaný kostel, jednolodní klasicistní stavba (z let 1815-1827) s půlkruhovým závěrem a představenou věží. Kostel prošel úpravami na přelomu 19. a 20. století. Interiér je zaklenut pruskými klenbami, závěr konchou. Nacházejí se zde dvě dřevěné protilehlé protestantské empory. Zděná kazatelna je centrálně umístěna, pochází z doby vzniku stavby. V kostele uchovávají renesanční kalich pocházející z roku 1680. Fasády kostela jsou členěny lizénami a segmentově ukončenými okny se šambránami. Nad okny se nacházejí kazety s reliéfními festony. Věž je ukončena stanovou střechu.

## Osobnosti
- Fóris Ferenc Otrokocsi (* 1648 – † 1718), doktor filozofie, teologie a práva, pronásledován během protireformace, odvlečen na galeje.
- Michal Rotarides (* 1715 – † 1747), literární historik, pedagog